# Chilothrips
Chilothrips är ett släkte av insekter. Chilothrips ingår i familjen smaltripsar.
Kladogram enligt Catalogue of Life:
| Chilothrips | \| \| Chilothrips occidentalis \| \| \| \| \| \| Chilothrips pini \| \| \| \| \| \| Chilothrips rotrameli \| \| \| \| |
|             | \| \| Chilothrips occidentalis \| \| \| \| \| \| Chilothrips pini \| \| \| \| \| \| Chilothrips rotrameli \| \| \| \| |
|             | Chilothrips occidentalis                                                                                              |
|             | |
|             | Chilothrips pini |
|             | |
|             | Chilothrips rotrameli                                                                                                 |
|             | |